# Toyotarō
Toyotarō (とよたろう), de son vrai nom Sergio Watanabe (セルジオ渡辺), est un mangaka japonais, connu pour avoir dessiné le manga Dragon Ball Super et avoir contribué à la conception de sa version animée.

## Carrière
Il dessine des fan-mangas depuis son plus jeune âge, mais son plus célèbre est une des nombreuses version de Dragon Ball AF, une suite non officielle à Dragon Ball GT, créée par les fans de la franchise. En 2012, il commence sa carrière de mangaka professionnel en dessinant des histoires pour le V Jump, notamment Dragon Ball Heroes : Victory Mission, où il abandonne son ancien pseudonyme, Toyble, pour s'appeler Toyotarō.

## Mangas
- Dragon Ball Super, supervisé par Akira Toriyama, adaptation de la série animée du même nom.[1],[2].
- Dragon Ball Heroes : Victory Mission, adaptation en manga du jeu d'arcade Dragon Ball Heroes.[2].
- Dragon Ball Z : La Résurrection de ‘F’, one shot adapté du film du même nom.[1],[3].